# Quần đảo Batu

Bản đồ quần đảo Batu.

Quần đảo Batu là một quần đảo của Indonesia tại Ấn Độ Dương, nằm ngoài khơi phía tây đảo Sumatra, giữa Nias và Siberut. Ba đảo chính có kích cỡ gần tương đương là Pini, Tanahmasa và Tanahbala. Quần đảo còn có 75 đảo nhỏ, trong đó lớn nhất là Sipika, Tello và Sigata (tất cả đều nằm ngoài khơi bờ biển phía tây Tanahmasa), Simuk (tương đối xa hơn về phía tây) và Bojo (ở phía nam của Tanahbala); ít hơn một nửa các đảo có người cư trú. Tổng diện tích đất của bảy khu hành chính là 1.201,1 km2. Quần đảo được quản lý như một bộ phận của huyện Nam Nias thuộc tỉnh Bắc Sumatra. Trong tiếng Indonesia, batu nghĩa là đá.
Đường xích đạo đi qua quần đảo, phía bắc Tanahmasa và phía nam Pini. Một quần thể báo gấm Sunda được ghi nhận ở đây.

## Hành chính
Về mặt hành chính, Pini (với các đảo nhỏ ngoài khơi) tạo thành khu Pulau Pulau Batu Timur (Quần đảo Đông Batu) của huyện Nam Nias. Phần còn lại của quần đảo theo điều tra dân số năm 2010 trước đây thuộc các khu Pulau Pulau Batu (Quần đảo Batu) và Hibala của cùng một huyện; tuy nhiên, cả hai sau đó đã được chia tách để thành lập các khu mới - khu Tanahmasa được thành lập từ một phần của khu Hibala, và ba khu mới được thành lập từ các phần của khu Pulau Pulau Batu - cụ thể là Pulau Pulau Batu Barat (Quần đảo Tây Batu), Pulau Pulau Batu Utara (Quần đảo Bắc Batu, nằm ở phía bắc Tanamasa) và các quận Simuk. Các khu ban đầu vẫn còn với diện tích và dân số bị giảm, và do đó quần đảo hiện tạo thành bảy khu riêng biệt.
| Tên                                            | Diện tích km2 | Dân số điều tra 2010 | Dân số điều tra 2020 | Trung tâm hành chính                | Số làng | Mã bưu chính |
| ---------------------------------------------- | ------------- | -------------------- | -------------------- | ----------------------------------- | ------- | ------------ |
| Tanahmasa                                      | 451,43        | (b)                  | 4.807                | Baluta (trên đảo Tanamasa)          | 12      | 22887        |
| Pulau Pulau Batu Timur (Quần đảo Đông Batu)    | 372,05        | 2.483                | 3.091                | Labuhan Hiu (trên đảo Pini)         | 10      | 22884        |
| Hibala (a)                                     | 225,75        | 9.620                | 7.716                | Eho (trên đảo Tanabala)             | 17      | 22881        |
| Pulau Pulau Batu (c) (Quần đảo Batu)           | 105,09        | 16.365               | 9.731                | Pasar Pulau Tello (trên đảo Tello)  | 22      | 22882        |
| Pulau Pulau Batu Barat (e) (Quần đảo Tây Batu) | 21,06         | (d)                  | 2.320                | Bawositora (trên đảo Sigata)        | 9       | 22883        |
| Simuk (đảo)                                    | 20,42         | (d)                  | 1.934                | Gobo (trên đảo Simuk)               | 6       | 22886        |
| Pulau Pulau Batu Utara (f) (Quần đảo Bắc Batu) | 6,30          | (d)                  | 3.894                | Silima Banua Marit (trên đảo Marit) | 12      | 22885        |
| Tổng cộng cho Kepulauan Batu                   | 1,201.10      | 28,468               | 33,493               |                                     | 88      |              |

Ghi chú: (a) Khu Hibala hiện bao gồm 42 đảo, phần chủ yếu là đảo Tanahbala nhưng bao gồm cả đảo Bojo ở phía nam.

(b) Dân số năm 2010 của khu Tanah Masa (bao gồm một phần của đảo Tanahmasa trước đây là một phần của khu Hibala) được bao gồm trong dân số năm 2010 của khu Hibala.

(c) Khu Pulau Pulau Batu hiện bao gồm nhiều hòn đảo nhỏ khác nhau, bao gồm Tello, Batumakele và Sibele.

(d) Dân số năm 2010 của khu Simuk (đảo Simuk), khu Pulau Pulau Batu Barat và khu Pulau Pulau Batu Utara được bao gồm trong dân số năm 2010 của khu Pulau Pulau Batu.

(e) bao gồm nhiều đảo nhỏ bao gồm Sigata, Sipika, Pono, Sibaranu, Hayo và Bintuang.

(f) bao gồm nhiều đảo nhỏ bao gồm Marit, Lorang, Memong và Lorang.
Bốn khu mới ở Quần đảo Batu là Pulau Pulau Batu Barat (Quần đảo Tây Batu), Pulau Pulau Batu Utara (Quần đảo Bắc Batu), Simuk (đảo Simuk) và Tanah Masa (một phần của đảo Tanahmasa trước đây là một phần của khu Hibala).

## Cư dân
Người dân quần đảo Batu đã có sự tương tác đáng kể với cư dân đảo Nias ở phía bắc, nơi họ chia sẻ về ngôn ngữ. Các hòn đảo đôi khi là điểm đến của những nô lệ trốn thoát khỏi Nias, và trong thập kỷ qua đã trở thành điểm đến của những người thuê thuyền lướt sóng từ Padang trên đất liền Sumatra. Dân số theo tổng điều tra dân số năm 2010 là 28.468
Quần đảo đã được Simon Reeve viếng thăm trong Equator, một loạt phim truyền hình năm 2006 của BBC.